# Dictyna tullgreni
Dictyna tullgreni är en spindelart som beskrevs av Lodovico di Caporiacco 1949. Dictyna tullgreni ingår i släktet Dictyna och familjen kardarspindlar.
Artens utbredningsområde är Kenya. Inga underarter finns listade i Catalogue of Life.